# ヴァイキング・グレース
ヴァイキング・グレース（英語：Viking Grace）は、フィンランドの海運会社ヴァイキング・ラインが運航しているフェリー。LNGを燃料とするフェリーでは世界最大。

## 概要
本船はフィンランドのSTXフィンランドトゥルク工場で建造され、2013年1月10日に竣工。
13日にトゥルクで命名式が行われ、トゥルク - ストックホルム往復のデビュークルーズを行った後、15日よりトゥルク - マリエハムン - ストックホルム航路に就航した。
搭載している4基のヴァルチーラ 8L50DF型ディーゼルはLNGと重油または軽油を使用できる二元燃料（Dual Fuel）エンジンで、LNGでの運航時はSOxやNOxの排出を大幅に削減可能である。
就航時にはLNGを補給するためのインフラが間に合わず、しばらくはA重油を使用して運航していたが、3月24日より本船にLNGを補給するためのLNG補給船「シーガス（Seagas）」（626総トン、129重量トン、1974年竣工のフェリー改造）が運用開始し、以降はLNGを燃料として運航している。
LNG燃料のフェリーは比較的小型の沿岸航路用はすでに就航していたが、大型外航フェリーでは本船が初であり、また船から船へのLNG補給が実用化されるのも本船と「シーガス」が世界初であった。ローターセイルも取り付けられている。

## ギャラリー

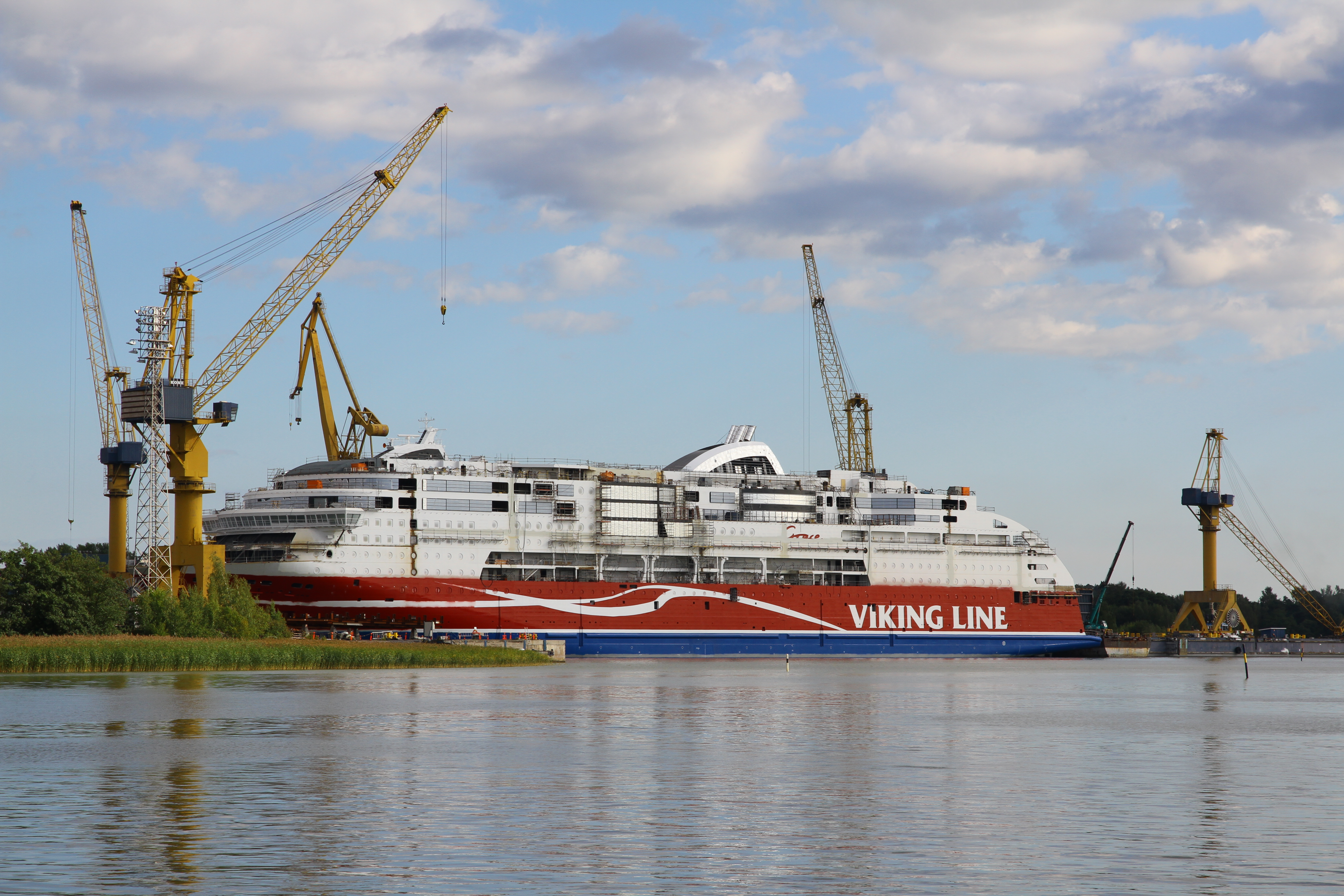
建造中の本船
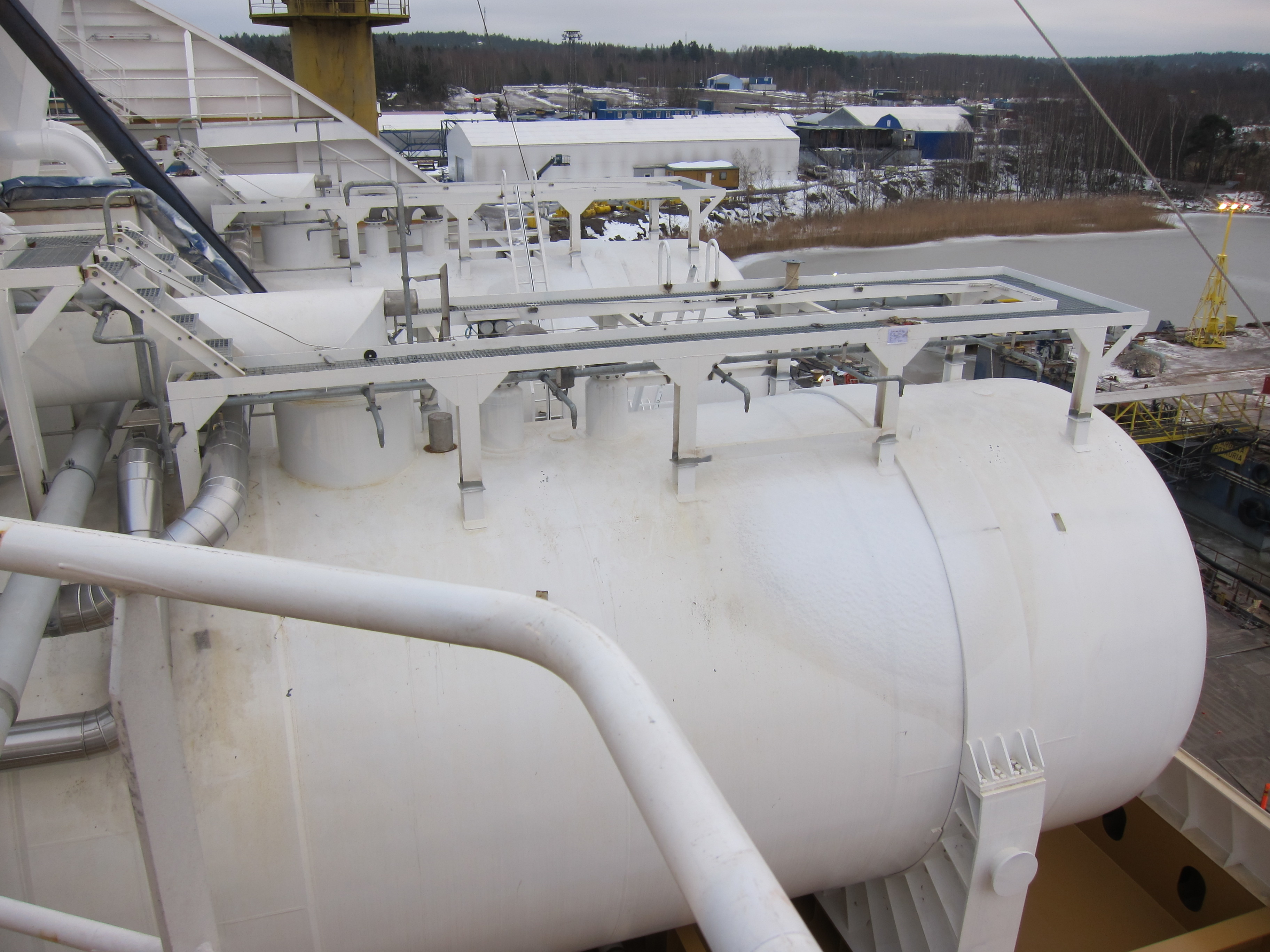
後部デッキ上のLNGタンク